# Vester Hassing
Vester Hassing er en by i Vendsyssel med 2.561 indbyggere  (2024), beliggende 17 km sydvest for Dronninglund, 32 km syd for Brønderslev, 4 km nordvest for Gandrup og 17 km øst for Aalborg. Byen hører til Aalborg Kommune og ligger i Region Nordjylland. I 1970-2006 hørte byen til Hals Kommune, hvor Gandrup var kommunesæde.
Vester Hassing hører til Vester Hassing Sogn. Vester Hassing Kirke ligger i byen. Vester Hassing-Øster Hassing var et sognedistrikt (pastorat), fra 1867 en sognekommune. Vester Hassing var hovedsognet, Øster Hassing var et anneks.

## Geografi
Byen ligger i et kuperet morænelandskab, som byens hovedfærdselsåre Halsvej snor sig igennem. 3 km mod syd ligger Vester Hassing Enge, som grænser op til Skiveren, hvor der er offentlig adgang til Limfjorden og mulighed for at have båd liggende, fiske, bade eller overnatte i shelter.
Aslund Skov nord for byen benyttes af mange til motion eller rekreation. I skovens sydlige udkant ligger gravhøjene Hellighøje, der med en højde på 46 m o.h. giver god udsigt over Limfjorden og Vester Hassing by.

## Faciliteter
- Vester Hassing Skole fra 1978 har 450 elever, fordelt på 0.-9. klassetrin, og 75 ansatte.[2]
- Ved skolen ligger Vester Hassing Hallen og byens stadion.
- Vester Hassing Gymnastikforening, stiftet i 1925, har ca. 800 medlemmer og tilbyder 6 idrætsgrene.
- Børnehaven Kastanien er normeret til 30 børn i alderen 3-5 år. Den er byens ældste institution og har 6 ansatte.[3] Børnehuset Græshoppen er en kommunal institution fra 2009 med 8 ansatte. Den er normeret til 30 børn i almengruppen og 5-8 børn i en støttegruppe.[4]
- Plejecentret Hassinghave blev opført i 1973 og er ombygget i 2004. Det består af 5 boenheder, der i alt rummer 46 boliger, 36 to-værelses og 10 et-værelses.[5]
- Musikfestivalen Limfjordsfest er arrangeret på byens festplads siden 2008. Den startede i 2001 under navnet "Landsbyrock".
- Byen har 2 supermarkeder og et pizza/grillhus.

## Historie

### Landsbyen
Vester Hassing var i 1682 en meget stor landsby med 39 gårde og 35 huse med jord. Det dyrkede areal udgjorde 904,9 tønder land, skyldsat til 171,82 tønder hartkorn. Dyrkningsformen var græsmarksbrug uden tægter.
I 1875 beskrives byen således: "Vester Hassing med Kirke, Præstegaard, Skole, Kro og Veirmølle".

### Sæbybanen
Vester Hassing fik jernbanestation på Sæbybanen (1899-1968). Stationen havde både krydsningsspor og læssespor med stikspor i den sydøstlige ende. Stationen blev i de sidste år nedgraderet til trinbræt.
Stationsbygningen er bevaret på Bakkedraget 9. Den er velbevaret med original køreplantavle og stationsskilt, der viser 61 km fra Frederikshavn og 20 km fra Aalborg. Øverst i gavlen ses de to små rundbuede vinduer, der er karakteristiske for Aalborg Privatbaners stationsbygninger. Perronkanten er bevaret, og derfra går en kort sti mod nordvest på banens tracé til Krusevej. Uden for byen går den 2 km lange Gandrup Banesti fra Hovgårdsvej til Teglværksvej i Gandrup.

### Stationsbyen
Byen beskrives i 1901 således: "V-Hassing (1444: Hæsinde) med Kirke, Præstegaard, Skole, Sparekasse for V.- og Ø.-Hassing (opr. 26/4 1869...Antal af Konti 1011), Forsøgsstation for Plantekultur (opr. 1894), Markedsplads (Marked i Marts og Sept.), Kro, 2 Møller og Jærnbanestation". Det lave målebordsblad viser desuden alderdomshjem, lægebolig, vandværk og elværk. Jernbanestationen var placeret nord for byen, hvilket betød at Vester Hassing i stationsbyårene primært voksede mod nord.
I 1969 blev Limfjordstunnellen åbnet for trafik, og den nye motorvej herfra blev delvis anlagt på banetracéet. Sæbybanen blev nedlagt et år før de andre privatbaner fra Aalborg for ikke at være i vejen for dette projekt.

### Efter banens tid
I 1971 blev første del af Frederikshavnmotorvejen (Bouet-Vodskov S) åbnet. Det betød at rejsetiden mellem Vester Hassing og Aalborg blev markant kortere. Vester Hassing var nu blevet en attraktiv bosætningsby for mennesker med arbejde i Aalborg. Det gav sig udslag i at Vester Hassing oplevede et byggeboom i 1970'erne, hvor mange af byens parcelhuskvarterer blev udstykket. Byens befolkningstal blev næsten 3-doblet fra 1965 til 1986.
Væksten i nybyggeri og folketal fortsatte op gennem 1980'erne, hvorefter den stagnerede i 1990'erne. Efter årtusindskiftet oplevede byen igen vækst. I 2005 gennemgik byens hovedgader en renovering og byforskønnelse. Fremgangen fortsatte indtil 2009, hvor finanskrisen i 2008 fik nybyggeriet til at stagnere.

## Folketal
| 1906 | 1911 | 1916 | 1921 | 1925 | 1930 | 1935 | 1940 | 1945 | 1950 | 1955 | 1960 | 1965 | 1976  | 1981  | 1986  | 1990  | 1994  | 1998  | 2002  | 2006  | 2010  | 2016  |
| ---- | ---- | ---- | ---- | ---- | ---- | ---- | ---- | ---- | ---- | ---- | ---- | ---- | ----- | ----- | ----- | ----- | ----- | ----- | ----- | ----- | ----- | ----- |
| 273  | 315  | 312  | 376  | 402  | 409  | 645  | 613  | 591  | 623  | 641  | 641  | 700  | 1.454 | 1.883 | 2.074 | 2.174 | 2.146 | 2.145 | 2.238 | 2.345 | 2.516 | 2.572 |

I 1930 var erhvervssammensætningen: 69 levede af landbrug, 186 af industri og håndværk, 29 af handel, 21 af transport, 14 af immateriel virksomhed, 30 af husgerning, 54 var ude af erhverv og 8 havde ikke angivet oplysninger.